# (14277) Parsa
(14277) Parsa (2000 CS13) – planetoida z pasa głównego asteroid okrążająca Słońce w ciągu 4,69 lat w średniej odległości 2,8 j.a. Odkryta 2 lutego 2000 roku.